# Genaro Perugorría
Genaro Perugorría (Corrientes, Argentina, 19 de septiembre de 1791 - Campamento de Purificación, 17 de enero de 1815) –en ocasiones mencionado como Pedro Gorría– fue un militar y político argentino, líder de la provincia de Corrientes. Aliado y luego opositor de los federales de José Artigas, fue vencido y fusilado por orden de éste.

## Historia familiar
El apellido Perugorría, que significa en idioma vasco Pedro el Rojo, es oriundo de Navarra (en España), donde los primeros registros históricos del apellido aparecen hacia el año 1560. La pequeña ciudad de Vera de Bidasoa fue por varios siglos el centro de la familia, de donde muchos miembros emigraron a América.
Uno de ellos, Pedro José Perugorría Yanci, llegó a Corrientes, una ciudad en el Virreinato del Río de la Plata, hacia 1780, y casó con Ana Vergara de La Pera. Pedro José prosperó económicamente, y se puede ver su influencia en el hecho de que fue uno de los pocos notables invitados a formar del cabildo abierto de Corrientes en 1810, convocado para apoyar a la Revolución de Mayo en Buenos Aires.
El 19 de septiembre de 1791 nació su primogénito, llamado José (por su padre) y Genaro (el santo de ese día en el calendario). La prosperidad alcanzada por su padre le permitió a Genaro ir a Buenos Aires para estudiar en el Colegio de San Carlos, actual Colegio Nacional de Buenos Aires. 
La tradición familiar dice que Genaro luchó como voluntario en las invasiones inglesas de 1806 y 1807. Al terminar sus estudios en Buenos Aires en 1810 había planeado continuarlos en la Universidad de Chuquisaca, y hacia allí se había encaminado, pero al enterarse de la Revolución de Mayo, cambió el rumbo y viajó a Corrientes a pedir el permiso de su padre para enrolarse en el ejército.

## Trayectoria política y militar
En noviembre de 1810 se unió a la división correntina organizada por Ángel Fernández Blanco, con la que se incorporó al sitio de Montevideo. Participó en el asalto de la Isla de las Ratas, frente al puerto de la ciudad sitiada. Pidió la baja en febrero de 1812 y regresó a Corrientes.
A órdenes del gobernador Elías Galván prestó servicio en la defensa contra las invasiones portuguesas a Corrientes y Misiones. De allí pasó al ejército de Hilarión de la Quintana, que operaba contra los federales de Entre Ríos, pero por razones que se desconocen pasó a revistar a las órdenes de José Artigas.
Se convirtió en el hombre de confianza del caudillo oriental, que en mayo de 1814 lo envió a reorganizar el gobierno federal de Corrientes, dirigido por Juan Bautista Méndez. Perugorría convocó el Primer Congreso de los Pueblos Correntinos y se unió al grupo de los dirigentes tradicionales de la capital provincial.
En un juego político que habría de costarle la vida, Perugorría ofreció su colaboración al Director Supremo Gervasio Posadas, que estaba en guerra contra Artigas. Posadas prometió enviarle ayuda pero nunca cumplió esa promesa. 
Perugorría disolvió el congreso provincial, repuso en su cargo al cabildo que había sido disuelto por Méndez y nombró gobernador a Fernández Blanco, asumiendo el título de comandante de armas. Mientras tanto, Posadas elevaba a Corrientes a la categoría de provincia,y daba a José Genaro el título de mayor del ejército. La categoría de provincia no significaba autonomía, sino sólo una división administrativa enteramente subordinada al gobierno central. 
Sabiendo que los caudillos federales controlaban el interior de su provincia, Perugorría avanzó hacia el sur y triunfó sobre ellos en Curuzú Cuatiá. Pero el más poderoso de los caudillos artiguistas de Misiones, Blas Basualdo, lo atacó y lo persiguió hasta el Estero de Batel, cerca del pueblo de Saladas; Perugorría se atrincheró en la estancia de Díaz Colodrero. Perugorría resistió durante 8 días, sin agua ni alimentos, hasta que el 22 de diciembre se vio obligado a rendirse.
Fue enviado al campamento de Purificación, sede del gobierno de Artigas. Allí fue fusilado por orden del caudillo, el 17 de enero de 1815. Tenía 23 años de edad.
Genaro Perugorría no tuvo descendencia directa, pero el apellido se conserva en Corrientes en familias en la zona de Goya, Santa Lucía y Lavalle. 
Perugorría figura en la lista oficial de gobernadores correntinos. En el Museo Histórico de Corrientes se conserva la sentencia de muerte original, firmada por Artigas. Una mano anónima escribió al margen, "Dios te perdone este crimen".
Un pueblo del sur de su provincia, con una población de 10.500, no muy lejos del lugar de su derrota, lleva en la actualidad su nombre.

## Trágico símbolo de una era
La breve trayectoria de Perugorría estuvo profundamente mezclada con las tensiones geopolíticas de las primeras décadas del siglo XIX. Tras independizarse del dominio español, las provincias del Virreinato del Río de la Plata comenzaron a disputarse la hegemonía en la región. El gobierno centralista de Buenos Aires debió enfrentarse con una coalición de caudillos federalistas, encabezados por Artigas. En su intento de controlar Corrientes, Artigas envió a Perugorría. Es indudable que al llegar a su ciudad natal, Genaro vio más centrismo en Artigas que en el gobierno de Buenos Aires, y se alineó con los líderes locales que buscaban autonomía. Buenos Aires aprovechó la oportunidad de dividir el campo artiguista y prometió apoyo a la sublevación de Perugorría, un apoyo que nunca llegó. 
En la historia artiguista, Genaro es llamado "El traidor Perugorría". Para la historia correntina, llena de hipérboles, Genaro es un prócer, un héroe, y su nombre ha sido dado a calles, escuelas, y una ciudad. La historia oficial argentina apenas si menciona su nombre.